# Нове Тшепово
Нове Тшепово (пол. Nowe Trzepowo) — село в Польщі, у гміні Стара Біла Плоцького повіту Мазовецького воєводства.
Населення — 377 осіб (2011).
У 1975-1998 роках село належало до Плоцького воєводства.

## Демографія
Демографічна структура станом на 31 березня 2011 року:
|          | Загалом | Допрацездатний вік | Працездатний вік | Постпрацездатний вік |
| -------- | ------- | ------------------ | ---------------- | -------------------- |
| Чоловіки | 185     | 49                 | 121              | 15                   |
| Жінки    | 192     | 46                 | 113              | 33                   |
| Разом    | 377     | 95                 | 234              | 48                   |